# 植木直一郎
植木 直一郎（うえき なおいちろう、明治11年（1878年）3月29日 - 昭和34年（1959年）7月8日）は、日本の歴史学者、法学者。國學院大學名誉教授。新潟県出身。

## 略歴
- 明治11年（1878年）3月　新潟県頸城郡（現・上越市）に生れる。
- 明治28年（1895年）8月　中頸尋常中学校を退学。
- 明治31年（1898年）7月　國學院本科卒業。東京府城北尋常中学校（後の東京府立第四中学校）助教諭。
- 明治32年（1899年）1月　東京外国語学校別科英語科に入学（－明治33年（1900年）7月）。7月、東京府城北尋常中学校教諭（－明治36年（1903年）9月）。
- 明治36年（1903年）10月　國學院大學研究科に入学。
- 明治37年（1904年）4月　陸軍参謀本部東京振武学校教授（－明治44年（1911年）11月）。
- 明治39年（1906年）3月　國學院大學研究科を卒業。
- 明治40年（1907年）4月　皇典講究所講師。9月、國學院大學講師。
- 大正9年（1920年）　國學院大學教授。
- 大正15年（1926年）12月　大東文化学院教授（－昭和3年（1928年）2月）。
- 昭和2年（1927年）6月　全国神職会神社制度調査委員を嘱託。
- 昭和6年（1931年）10月　「御成敗式目研究」により、國學院大學から文学博士の学位を授与される。
- 昭和10年（1935年）10月　大東文化学院教授。
- 昭和20年（1945年）9月　國學院大學を退職。その後、教職追放を受ける。以後、昭和女子大学・東京女学館短期大学教授を歴任。
- 昭和29年（1954年）1月　國學院大學名誉教授。
- 昭和34年（1959年）7月　脳溢血のため、死去。81歳。

## 主な著書
- 『日露交渉史』神宮奉斎会本院、1904年。
- 『皇室の制度典礼』川流堂小林又七本店、1914年。
- 『丸山正彦伝』　小林川流堂、1915年
- 『御即位礼と大嘗祭』　小林川流堂、1915年
- 『氏族制度時代の神社祭祀』　私家版、1927年
- 『日本古典研究』　大明堂、1927年
- 『皇室制度』　帝国神祇学会、1928年
- 『即位礼と大嘗祭』　大明堂、1928年
- 『承久殉難の五忠臣』　大明堂、1929年
- 『御成敗式目研究』　岩波書店、1930年
- 『神典古事記講話』　章華社、1934年
- 『国民と日本精神』　青年教育普及会、1936年
- 『現代語釈古事記』　非凡閣、1943年
- 『古事記現代考』　皇国青年教育協会、1943年
- 『古語拾遺新攷』　皇国青年教育協会、1944年
- 『上代の勤労思想と生産・生活』　文松堂、1944年

### 編纂
- 『武士道全書 第1巻』（佐伯有義、井野辺茂雄 共編）時代社、1942年。
- 『武士道全書 第2巻』（佐伯有義、井野辺茂雄 共編）時代社、1942年。
- 『武士道全書 第3巻』（佐伯有義、井野辺茂雄 共編）時代社、1942年。
- 『武士道全書 第4巻』（佐伯有義、井野辺茂雄 共編）時代社、1942年。
- 『武士道全書 第5巻』（佐伯有義、井野辺茂雄 共編）時代社、1942年。
- 『武士道全書 第6巻』（佐伯有義、井野辺茂雄 共編）時代社、1942年。
- 『武士道全書 第7巻』（佐伯有義、井野辺茂雄 共編）時代社、1942年。
- 『武士道全書 第8巻』（佐伯有義、井野辺茂雄 共編）時代社、1942年。
- 『武士道全書 第9巻』（佐伯有義、井野辺茂雄 共編）時代社、1942年。
- 『武士道全書 第10巻』（佐伯有義、井野辺茂雄 共編）時代社、1943年。
- 『武士道全書 第11巻』（佐伯有義、井野辺茂雄 共編）時代社、1943年。
- 『武士道全書 第12巻』（佐伯有義、井野辺茂雄 共編）時代社、1943年。
- 『武士道全書 別巻』（佐伯有義、井野辺茂雄 共編）時代社、1944年。